# Wally (Belgisch zanger)
Wally, pseudoniem van Wouter Immers (Wilrijk, 1984), is een Belgische artiest.

## Carrière
Na verschillende passages in de Antwerpse muziekscene brak hij daar door met Wahwahsda. Nationale bekendheid verwierf hij in 2016  met het nummer Horizon dat hij samen uitbracht met Tourist LeMC. In augustus 2016 stond het lied gedurende 20 weken op de eerste plaats. Dat is één week meer dan de vorige recordhouder (Kvraagetaan van de Fixkes).  Op 16 januari 2017 bracht hij zijn eigen single Misere uit bij het platenlabel TopNotch.

## Discografie
Singles
- 2017: Misere
- 2017: Als de wereld
- 2017: Vuile was

Albums
- 2017: Uitzicht